# Historieundervisning
Historieundervisning, Historia, utgör den vanligaste formen av historieförmedling och handlar om de pedagogiska och didaktiska teorier och verktyg som används i skolan för att undervisa i ämnet historia.

## Olika teorier

### Klassisk undervisning
Fram till och med 1800-talet fanns det en tydlig bild av undervisningen som en överföringsprocess. Läraren ägde kunskap som skulle föras över till eleverna genom föreläsningar, och syftet var att förmedla en bildning i det som sågs som klassiska och eviga moraliska värden. Under lång tid skulle till exempel fosterlandshistoria dana eleverna till goda undersåtar, och under efterkrigstiden skulle den västerländska civilisationens kontinuerliga framgång framhävas. Detta kan man fortfarande se spåren efter i hur specifika perioder i olika civilisationers historia lyfts fram medan resten inte nämns, som tidiga Egypten, antikens Grekland och USA:s historia. 

### Objektivistisk undervisning
Som ett svar på den moraliskt inriktade klassiska undervisningen växte det under 1900-talet fram en vilja att hantera ämnet på ett fackmannamässigt och objektivt sätt. Problemet blev då att hantera mängden material, eftersom det inte fanns avgränsande värderingar om vad som var viktigt så infogades nya forskningsresultat till det tidigare materialet utan att något annat valdes bort. Detta resulterade i att även om ansatsen var progressiv så valde ändå många att använda de klassiska urvalsramarna för att på något sätt organisera mängden fakta. Med tiden har dock tekniker för urval vuxit fram som resulterat i att historien delats upp i de epoker vi kan se i de flesta läromedel för historia.

### Metodisk undervisning
För att hantera den alltjämt växande och föränderliga faktamängden utvecklades under 1960- och 1970-talen en tanke om att historieundervisning inte skulle lära eleverna historien, utan den skulle lära dem att lära sig. Syftet blev alltså att lära eleverna att själva hitta information och att kritiskt granska den, ett källkritiskt förhållningsätt som dessutom ansågs vara ämnesövergripande. Även om källkritik genom denna tanke fått en viktig plats i historieundervisningen så insåg man snart att historia som ämne måste vara större än dess metod, och att historieämnets metod var större än källkritiken. Historieforskning är mer än att väga olika källor mot varandra, det innefattar bland annat att utifrån ett tydligt syfte välja ut och presentera information, och det måste därmed även gälla i historieundervisningen.